# Thalictrum arkansanum
Thalictrum arkansanum är en ranunkelväxtart som beskrevs av B. Boiv.. Thalictrum arkansanum ingår i släktet rutor, och familjen ranunkelväxter. Inga underarter finns listade i Catalogue of Life.